# Маггеміт
Маггемі́т — мінерал, оксид тривалентного заліза координаційної будови. Належить до ряду магнетиту, група шпінелей. Іноді маггемітом називають суміш ільменіту з гематитом, лімонітом та іншими мінералами.

## Етимологія та історія
Назва — за початковими складами слів: магнетит і гематит (P. A. Wagner, 1927).
Маггеміт вперше був описаний у 1927 році німецьким геологом Персі А. Вагнером (1885-1929). Типовим місцем розташування є «рудник Залізна гора» в окрузі Шаста в штаті Каліфорнія США і Бушвельдський комплекс в Південній Африці.

## Загальний опис
Хімічна формула: γ-Fe2O3. Містить (%): Fe — 69,94. O — 30,06.
Сингонія кубічна (натічні та оолітові виділення) або тетрагональна (щільні тонкі кірочки).
Густина 4,7—4,9. Тв. 5,0—5,5.
Колір коричневий.
Риса коричнева.
У прохідному світлі коричневий до жовтого.
Ізотропний.
Сильно магнітний.
Утворюється при окисненні магнетиту або при зневодненні лепідокрокіту. Нестійкий.
При нагріванні перетворюється в гематит. Поліморфізм: диморфний з гематитом.
Один з найбільш поширених магнітних мінералів зони окиснення (вивітрювання), тому широко використовується в петромагнітних дослідженнях зон вивітрювання і гідротермальних змін як високочутливий індикатор низькотемпературного окиснення. Зокрема, утворюється в результаті вивітрювання або низькотемпературного окиснення шпінелей, що містять залізо, магнетит або титаномагнетит. Поширений жовтий пігмент у континентальних відкладеннях.
Асоціація: магнетит, ільменіт, анатаз, пірит, марказит, лепідокрокіт, гетит.
Знахідки: комплекс Бушвельд, Трансвааль, Південна Африка. В
США штат Каліфорнія. У Канаді провінція Онтаріо та Баффінова Земля (Канадський Арктичний архіпелаг). На півночі
району Мінас-Жерайс, Бразилія. У формації Хатрурім, Ізраїль. На Оденвальд, Баден-Вюртемберг, Німеччина. В Японії префектури Нагано, Ямагуті. Зустрічається в лавах і залізних шапках, у рудах г. Магнітна (Урал).
Маггеміт виявлений також на Марсі.